# Швајцарска на Светском првенству у атлетици у дворани 2016.
Швајцарска је на 16. Светском првенству у атлетици у дворани 2016. одржаном у Портланду од 17. до 20. марта учествовала шеснаести пут, односно учествовала је на свим првенствима до данас. Репрезентацију Швајцарске представљала су 2 атлетичара (1 мушкарац и 1 жена), који су се такмичили у 2 дисциплине (1 мушка и 1 женска).,
На овом првенству такмичари Швајцарске нису освојили ниједну медаљу али је оборен један национални рекорд. У табели успешности према броју и пласману такмичара који су учествовали у финалним такмичењима (првих 8 такмичара) Швајцарска је са једним учесником у финалу делила 33. место са 5 бодова.
| Плас. | Земља      | 1. место | 2. место | 3. место | 4. место | 5. место | 6. место | 7. место | 8. место | Бр. финал. | Бод. |
| ----- | ---------- | -------- | -------- | -------- | -------- | -------- | -------- | -------- | -------- | ---------- | ---- |
| =33.  | Швајцарска | 0        | 0        | 0        | 1        | 0        | 0        | 0        | 0        | 1          | 5    |

## Учесници
| Мушкарци: - Брајан Пења — 60 м препоне | Жене: - Никол Бихлер — Скок мотком |  |

## Резултати

### Мушкарци
| Атлетичар   | Дисциплина   | Лични рекорд | Квалификације | Квалификације | Полуфинале           | Полуфинале           | Финале               | Финале       | Детаљи |
| Атлетичар   | Дисциплина   | Лични рекорд | Резултат      | Место         | Резултат             | Место                | Резултат             | Место        | Детаљи |
| ----------- | ------------ | ------------ | ------------- | ------------- | -------------------- | -------------------- | -------------------- | ------------ | ------ |
| Брајан Пења | 60 м препоне | 7,70         | 7,87          | 5. у гр. 1    | Није се квалификовао | Није се квалификовао | Није се квалификовао | 22 / 27 (28) |        |

### Жене
| Атлетичарка  | Дисциплина  | Лични рекорд | Квалификација | Квалификација | Финале   | Финале     | Детаљи |
| Атлетичарка  | Дисциплина  | Лични рекорд | Резултат      | Место         | Резултат | Место      | Детаљи |
| ------------ | ----------- | ------------ | ------------- | ------------- | -------- | ---------- | ------ |
| Никол Бихлер | Скок мотком | 4,75 НР      |               |               | 4,80 НР  | 4 / 8 (10) |        |